# 第14回東京音楽祭
第14回東京音楽祭（14th Tokyo Music Festival）は、14回目の東京音楽祭である。1985年3月31日、日本武道館にて世界大会が開かれ、クール＆ザ・ギャングがグランプリ受賞。先代会長の今日出海（1984年没）に代わり、東京音楽祭協会会長に服部良一。
- 第13回東京音楽祭-第14回東京音楽祭-第15回東京音楽祭

## 概要
11/1～2/8の期間中に世界各国の応募曲(14ヶ国、55曲）からテープ審査の結果、海外9曲(10組)、日本から3組、計13曲が参加。
ステージは左右に大階段のセットになっており、オープニングではエントリー歌手が交互に左右から登場する演出。ゲストのアーリーン・キャラは苦しそうに歌う箇所が始終見れら、歌詞が途切れたり出なかったりで不調であった。

## 司会者
- 井上順
- 真野あずさ

## スペシャルゲスト
Guest Singer
- アイリーン・キャラ

## プレゼンター
- シルヴィ・ヴァルタン(Sylvie Vartan) & 谷隼人
- ジュディ・オング
- チョー・ヨンピル
- アントニオ猪木　他

## 審査員
Judges
- 吉田正（審査委員長、音楽家）
- 安倍寧（音楽評論家）
- アウグスト・アウゲロ（FIDOF名誉会長）スペイン
- ダニー・オドノヴァン（ダニーオドノヴァンエンタープライズ社長）イギリス
- マイケル・スチュアート（CBSソング出版社社長）アメリカ
- フィービー・ケーツ（女優）アメリカ
- トニー・スコッティー（スコッティーブラザーズ会長）アメリカ
- 福田一郎（音楽評論家）
- ヴァネッサ・ウィリアムス（タレント）アメリカ

## 世界大会エントリー
参加13曲（出場順）
| 曲順 | エントリー歌手                                         | 参加楽曲                                                  | 賞             | 国           |
| ---- | ------------------------------------------------------ | --------------------------------------------------------- | -------------- | ------------ |
| 1    | メヌード MENUDO                                        | 「恋はエクスプロージョン」 Explosion                      | 金賞           | プエルトリコ |
| 2    | MIE                                                    | 「灰とダイヤモンド」                                      | 銀賞           | 日本         |
| 3    | クール・アンド・ザ・ギャング Kool & the Gang           | 「チェリッシュ」 Cherish                                  | グランプリ     | アメリカ     |
| 4    | クリスチャン・オール Christian Holl                    | 「シフォンの囁き」 Femme Dans Ma Vie                      |                | フランス     |
| 5    | デヴィッド・オースティン David Austin                  | 「恋してステップ（胸いっぱいのLOVE）」 Love While You Can | 金賞           | イギリス     |
| 6    | デニース・ウィリアムス Deniece Williams                | 「ブラック・バタフライ」 Black Butterfly                  | 最優秀歌唱賞   | アメリカ     |
| 7    | ゲーリー・バレンシアノ Gary Valenciano                 | 「夢見るベッティー」 Betty's In Bed                       |                | フィリピン   |
| 8    | 麻倉未稀                                               | 「ヒーロー」                                              | 外国審査員団賞 | 日本         |
| 9    | ZIG ZAG                                                | 「女狼〜メロウ〜」                                        |                | 日本         |
| 10   | アイリーン・シアー Ireen Sheer                         | 「汚れ泣き瞳 If I Only Wear A Child Again                 |                | 西ドイツ     |
| 11   | ロイ・フォン(呂方) Lui Fong                            | 「夢の中に（普通人）」 Ordinary People                    |                | 香港         |
| 12   | バン・ミー(방미) Bang Me                               | 「夢時代」 My Dream                                       | 銀賞           | 韓国         |
| 13   | テリー・デサリオ with カルボーン&ズィトー Teri Desario | 「レッツ・ダンス」 Let's Dance                            | 銀賞           | アメリカ     |